# Легка атлетика на літніх Олімпійських іграх 2008 — стрибки у довжину (жінки)
Змагання зі стрибків у довжину серед жінок на Літніх Олімпійських іграх 2008 у Пекіні проходили 19 та 22 серпня на Пекінському національному стадіоні.

## Медалісти
| Золото                  | Срібло                  | Бронза                      |
| Моррен Маґґі · Бразилія | Тетяна Лебедєва · Росія | Блессінг Окагбаре · Нігерія |

## Кваліфікація учасників
Національний олімпійський комітет (НОК) кожної країни мав право заявити для участі у змаганнях не більше трьох спортсменів, які виконали норматив А (6,72 м) у кваліфікаційний період з 1 січня 2007 року по 23 липня 2008 року. Також НОК міг заявити не більше одного спортсмена з тих, хто виконав норматив B (6,60 м) за той же період. Кваліфікаційні нормативи були встановлені ІААФ.

## Рекорди
Дані наведені на початок Олімпійських ігор. 
| Світовий рекорд     | Галина Чистякова (СРСР)    | 7.52 м | Ленінград (СРСР)        | 11 червня 1988  |
| Олімпійський рекорд | Джеккі Джойнер-Керсі (США) | 7.40 м | Сеул (Республіка Корея) | 29 вересня 1988 |

За підсумками змагань обидва рекорди залишилися незмінними.

## Змагання
Для потрапляння у фінал спортсменкам необхідно у кваліфікації показати результат не гірший за 6,75 м. У фінал потрапляють мінімум 12 атлеток. Якщо кількість тих, хто виконав кваліфікацію, більша, то у фінал потрапляють всі спортсменки, які виконали кваліфікацію. У тому випадку, якщо кількість тих, хто виконав кваліфікацію, менш як 12, то спортсменки відбираються у фінал за найкращим результатом. У фіналі після перших трьох спроб участь продовжують вісім найкращих спортсменок.
Результати вказані в метрах. Також використані такі скорочення:
- Q — виконаний кваліфікаційний норматив
- q — кваліфікована за найкращим результатом серед тих, хто не виконав кваліфікаційний норматив
- SB — найкращий результат у сезоні
- DNS — не стартувала
- NM — немає жодної залікової спроби
- Х — заступ

### Кваліфікація
| Місце | Спортсмен           | 1    | 2    | 3    | Результат | Примітки |
| ----- | ------------------- | ---- | ---- | ---- | --------- | -------- |
| 1.    | Моррен Маґґі        | 6,68 | 6,79 | —    | 6,79      | Q        |
| 2.    | Кароліна Клюфт      | 6,70 | x    | —    | 6.70      | q        |
| 3.    | Грейс Апшоу         | 6,47 | 6,68 | x    | 6,68      | q        |
| 4.    | Оксана Удмуртова    | 6,48 | х    | 6,63 | 6,63      | q        |
| 5.    | Табія Чарльз        | 6,33 | 6,61 | 6,49 | 6,61      | q        |
| 6.    | Фунмілайо Джим      | 6,42 | 6,28 | 6,61 | 6,61      | q        |
| 7.    | Челсі Хеммонд       | 6,60 | х    | x    | 6,60      | q        |
| 8.    | Хрісопійі Деветці   | x    | 6,57 | x    | 6,57      |          |
| 9.    | Яргеліс Савін       | x    | х    | 6,49 | 6,49      |          |
| 10.   | Дениса Щербова      | 6,40 | 6,46 | 5,17 | 6,46      |          |
| 11.   | Патрісія Сильвестер | 6,44 | 6,42 | 6,38 | 6,44      |          |
| 12.   | Вікторія Рибалко    | х    | x    | 6,43 | 6,43      |          |
| 13.   | Карін Меліс         | x    | 6,42 | х    | 6,42      |          |
| 14.   | Ніна Коларіч        | 4,92 | 6,19 | 6,40 | 6,40      |          |
| 15.   | Найді Гомеш         | x    | х    | 6,29 | 6,29      |          |
| 16.   | Ольга Сергієнко     | 6,25 | 6,02 | 6,09 | 6,25      |          |
| 17.   | Памела Муель-Мбуссі | х    | 5,94 | 6,06 | 6,06      | NR       |
| 18.   | Ронда Уоткінс       | x    | 5,88 | х    | 5,88      |          |
| 19.   | трис Флорес         | 5,25 | х    | -    | 5,25      |          |
|       | Яна Велдакова       | x    | x    | х    | NM        |          |
|       | Людмила Блонська    |      |      |      | DQ        |          |

|}
Людмила Блонська була дискваліфікована за вживання заборонених препаратів; всі її результати на Олімпіаді, включаючи срібну медаль у семиборстві, були анульовані.
| Місце | Спортсмен               | 1    | 2    | 3    | Результат | Примітки |
| ----- | ----------------------- | ---- | ---- | ---- | --------- | -------- |
| 1.    | Брітні Різ              | x    | 6,87 | —    | 6,87      | Q        |
| 2.    | Тетяна Лебедєва         | 6,65 | 6,70 | —    | 6,70      | q        |
| 3.    | Кейла Коста             | x    | 6,44 | 6,62 | 6,62      | q        |
| 4.    | Джейд Джонсон           | 6,33 | 6,15 | 6,61 | 6,61      | q        |
| 5.    | Блессінг Окагбаре       | 6,37 | 6,49 | 6,59 | 6,59      | q        |
| 6.    | Тетяна Котова           | 6,37 | 6,57 | x    | 6,57      |          |
| 7.    | Консепсьйон Монтанер    | 6,53 | 6,52 | 6,43 | 6,53      |          |
| 8.    | Бронуайн Томпсон        | x    | 6,53 | х    | 6,53      |          |
| 9.    | Ірина Чернишенко-Стасюк | 6,48 | х    | x    | 6,48      |          |
| 10.   | Куміко Ікеда            | 6,44 | 6,47 | х    | 6,47      |          |
| 11.   | Віоріка Тігана          | х    | 6,38 | 6,44 | 6,44      |          |
| 12.   | Рукай Абдулаї           | x    | 6,41 | 6,25 | 6,41      |          |
| 13.   | Ксенія Балта            | x    | 6,38 | x    | 6,38      |          |
| 14.   | Юнь Сун-ок              | x    | х    | 6,33 | 6,33      |          |
| 15.   | Ольга Рипакова          | x    | 6,30 | 6,04 | 6,30      |          |
| 16.   | Івана Спановіч          | x    | x    | 6,30 | 6,30      |          |
| 17.   | Олександра Стаднюк      | x    | 6,19 | х    | 6,19      |          |
| 18.   | Марестелла Торрес       | 4,27 | 5,94 | х    | 6,17      |          |
| 19.   | Аранчій Кінг            | 6,01 | x    | x    | 6,01      |          |
|       | Анджей Боббі Джордж     | x    | x    | x    | NM        |          |
|       | Жаклін Едвардс          | x    | x    | x    | NM        |          |

### Фінал
| Місце | Спортсмен         | 1    | 2    | 3    | 4    | 5    | 6    | Результат | Примітки |
| ----- | ----------------- | ---- | ---- | ---- | ---- | ---- | ---- | --------- | -------- |
| 1.    | Моррен Маґґі      | 7,04 | x    | x    | x    | 6,73 | х    | 7,04      | SB       |
| 2.    | Тетяна Лебедєва   | 6,97 | х    | x    | x    | х    | 7,03 | 7,03      | SB       |
| 3.    | Блессінг Окагбаре | 6,91 | 6,62 | 6,79 | 6,70 | 6,83 | x    | 6,91      | PB       |
| 4.    | Челсі Хеммонд     | 6,79 | 6,68 | 6,51 | x    | 6,64 | 6,59 | 6,79      | PB       |
| 5.    | Брітні Різ        | 6,65 | 6,76 | 4,23 | x    | 6,46 | 6,67 | 6,76      |          |
| 6.    | Оксана Удмуртова  | 6,69 | 6.70 | 6.67 | 6,61 | 6,65 | 6,49 | 6,70      |          |
| 7.    | Джейд Джонсон     | 6,51 | 6,64 | 6,40 | 6,59 | 6,43 | x    | 6,64      |          |
| 8.    | Грейс Апшоу       | 6,58 | x    | 6,52 | х    | x    | x    | 6,58      |          |
| 9.    | Кароліна Клюфт    | х    | 6,49 | 6,42 |      |      |      | 6,49      |          |
| 10.   | Табія Чарльз      | 6,16 | 6,38 | 6,47 |      |      |      | 6,47      |          |
| 11.   | Кейла Коста       | x    | х    | 6,43 |      |      |      | 6,43      |          |
| 12.   | Фунмілайо Джим    | 6,24 | х    | 6,29 |      |      |      | 6,29      |          |